# Marc Van De Mieroop
Marc Van De Mieroop (nacido el 22 de octubre de 1956) es un destacado asiriólogo y egiptólogo belga, profesor titular de Historia del Próximo Oriente Antiguo en la Universidad de Columbia desde 1996.

## Biografía
Nació en Bélgica en el seno de una destacada familia flamenca descendiente paterna del noble caballero diplomático Jan I van Cuijk. Se licenció en la Katholieke Universiteit Leuven, y más tarde asistió a la Universidad de Yale, donde obtuvo el máster en 1980 y el doctorado en 1983. Enseñó en Yale y Oxford, y en 1996 fue nombrado profesor titular en Columbia.
Van De Mieroop está especializado en la historia del Próximo Oriente Antiguo desde el inicio de la escritura hasta la época de Alejandro Magno, con especial interés en la historia socioeconómica y política del Próximo Oriente Antiguo. Ha escrito ampliamente sobre metodología histórica y fue Senior Fellow en el Internationales Forschungszentrum Kulturwissenschaften ("Centro Internacional de Investigación de Estudios Culturales") en 2011, y Guggenheim Fellowships en 2013. En 2016 obtuvo una beca de la American Council of Learned Societies (ACLS) para un proyecto titulado "El cosmopolitismo babilónico y el nacimiento de las tradiciones literarias griega y hebrea".
Es miembro del consejo editorial del Journal of Ancient History.

## Principales publicaciones
- Crafts in the Early Isin Period (1987),
- Sumerian Administrative Documents from the Reigns of Ishbi-Erra and Shu-Ilishu (1987)
- Society and Enterprise in Old Babylonian Ur (1992)
- The Ancient Mesopotamian]City (1997 y 1999) Oxford University Press, Oxford; ISBN 978-0-19-815286-6.
- Cuneiform Texts and the Writing of History (1999).
- King Hammurabi of Babylon (2005) Blackwell, Oxford. ISBN 978-1-4051-2660-1.
- The Eastern Mediterranean in the Age of Ramesses II (2007) Wiley-Blackwell, Oxford; ISBN 978-1-4051-6069-8.
- Con Bonnie Smith, Richard von Glahn y Kris Lane, Crossroads and Cultures. A History of the World's Peoples (2012), Bedford-St. Martin; ISBN 0-312-57317-0.
- A History of the Ancient Near East, ca. 3000–323 BC (2015) Wiley-Blackwell, Oxford; ISBN 978-1118718162.
- Philosophy before the Greeks. The Pursuit of Truth in Ancient Babylonia (2015), Princeton University Press; ISBN 978-0691157184.
- A History of Ancient Egypt (2021) Wiley-Blackwell, Oxford; ISBN 978-1-119-62087-7.
- The Practice of Ancient Near Eastern History - Opera Minora (2022) (Alter Orient und Altes Testament 400), Ugarit Verlag: Münster; ISBN 978-3-86835-336-5.
- Before and After Babel: Writing as Resistance in Ancient Near Eastern Empires (2023) Oxford University Press, Nueva York; ISBN 978-0-19-763466-0.